# Célio da Silveira Calixto Filho
Célio da Silveira Calixto Filho (ur. 8 maja 1973 w Passos) – brazylijski duchowny katolicki, biskup pomocniczy Rio de Janeiro od 2020.

## Życiorys

### Prezbiterat
Święcenia kapłańskie przyjął 28 września 2002 i został inkardynowany do archidiecezji Rio de Janeiro. Był m.in. dziekanem Dekanatu 2°, ojcem duchownym archidiecezjalnego seminarium oraz wikariuszem biskupim dla rejonów podmiejskich.

### Episkopat
27 maja 2020 papież Franciszek mianował go biskupem pomocniczym archidiecezji Rio de Janeiro oraz biskupem tytularnym Segia. Sakry biskupiej udzielił mu 22 sierpnia 2020 roku kard. Orani João Tempesta, arcybiskup metropolita Rio de Janeiro.